# Europees kampioenschap quizzen
Het Europees kampioenschap quizzen is een internationale quizcompetitie, jaarlijks georganiseerd door de International Quizzing Association (IQA).

## Geschiedenis
In 2003 werd een eerste internationale confrontatie georganiseerd in het Engelse Bromley. Op de ploegenquiz zegevierde het Belgische Café Den Hemel en de Belgen wonnen de interland tegen Engeland. Het systeem zoals gehanteerd tijdens deze interland zou ook de volgende jaren gebruikt worden. De landenploegen bestaan uit vier spelers en kiezen om beurten twee thema's van telkens drie vragen uit in totaal dertig thema's. Er zijn geleidelijk aan meer punten te verdienen, zodat ook tactiek een rol speelt.
In 2004 volgde in Gent het eerste volwaardige Europese kampioenschap, georganiseerd door het pas opgerichte IQA (International Quizzing Association). Er waren deelnemers uit zeven landen. Kevin Ashman won de individuele titel, Engeland het landenkampioenschap en de Belgen van Martine Van Camp de titel voor teams.
Op het EK 2005 in Tallinn waren ook Finland, Kroatië en Roemenië vertegenwoordigd. Er werd ook nog een kampioenschap voor duo's geïntroduceerd, gewonnen door Pat Gibson en Ian Bailey. België werd Europees kampioen, Kevin Ashman verlengde zijn individuele titel en Het Estse Duubel mocht zich het beste team noemen.
Het EK 2006 in Parijs kende individueel en bij de landen dezelfde winnaars. Ashman won met zijn ploeg Milhous ook de ploegentitel, de Belgen Marc Van Springel en Paul Arts behaalden de titel bij de duo's. Er waren voor het eerst quizzers uit Litouwen, Frankrijk en Duitsland aanwezig.
In 2007 wist Nico Pattyn de Angelsaksische dominantie op de individuele kampioenschappen te doorbreken en werd Europees kampioen te Blackpool. Zijn landgenoot Lieven Vandenbrande werd tweede. Het werd diens laatste optreden in de internationale quizscene. Kort daarna overleed hij onverwacht. België werd in de finale van de landencompetitie geklopt door eeuwige rivaal Engeland. Erik Derycke en Tom Trogh wonnen de titel voor duo's en Broken Hearts behaalde de ploegentitel. Hongarije werd als nieuw land verwelkomd en er waren ook delegaties buiten competitie aanwezig uit India en de Verenigde Staten, met o.a. Ken Jennings.
Een jaar later, in Oslo, heroverde Ashman zijn individuele titel. De Belgen deden hetzelfde in de landencompetitie. Broken Hearts behield zijn titel in de ploegenquiz en de duoquiz werd voor de derde keer op rij gewonnen door een Belgisch duo, deze keer door Ronny Swiggers (individueel tevens de beste Belg) en Albert November.
Het EK 2009 te Dordrecht was een compleet succes voor de Engelsen. Ze wonnen voor de derde keer het landenkampioenschap, opnieuw in een finale tegen België. Individueel was Kevin Ashman voor de vijfde keer op zes edities de beste. De Belgen Nico Pattyn en Ronny Swiggers werden vierde en vijfde. Voor het eerst streed een Duitser, Holger Waldenberger, mee voor de ereplaatsen. Broken Hearts scoorde een hattrick door opnieuw de ploegentitel weg te kapen. Twee spelers van dit team, Olav Bjortomt en David Stainer, wonnen de duoquiz.
Ook in 2010 wonnen de Engelsen alle gouden medailles, dit voor eigen volk in Derby. Ashman verloor zijn individuele titel aan Olav Bjortomt in een finale waarin ook vier Belgen meededen. Ronny Swiggers werd vijfde, Nico Pattyn zesde, Tom Trogh achtste en Bernard Kreps negende. Bij de drie andere te winnen titels behoorden Kevin Ashman en Pat Gibson telkens tot het winnende kamp: ze wonnen de duoquiz, maakten deel uit van de Milhous Warriors die vier jaar na hun vorige titel opnieuw zegevierden, en vooral: ze versloegen de Belgen opnieuw met de Engelse nationale ploeg. Erik Derycke en Tom Trogh werden vijfde in de duoquiz en Clockwork behaalde brons in de ploegenquiz. Het was het eerste EK zonder de eerder dat jaar overleden Mark Bytheway, wereldkampioen quizzen in 2008.
Het EK van 2011 vond plaats in het historische kader van de Brugse Lakenhallen. Er namen 237 quizzers deel uit achttien landen. Dertien landen vormden een nationale ploeg. De kwalificatiematch leek de Engels-Belgische dominantie te bevestigen, maar in de halve finales werden de beide favorieten verrast door Noorwegen en Finland. In de finale wisten de Finnen de Noren te kloppen met één punt verschil, terwijl de Belgen brons behaalden door de Engelsen te kloppen. Individueel heroverde Kevin Ashman met overmacht zijn titel. De Belgen Ronny Swiggers en Bernard Kreps werden vijfde en zesde. Ook de teamquiz kende een vertrouwde winnaar met Broken Hearts, en Clockwork werd met een vijfde stek opnieuw de beste Belgische ploeg. Kevin Ashman en Pat Gibson, de nummers 1 en 2 van de individuele competitie, hernieuwden hun titel in de duoquiz, voor de Belgische ex-winnaars Erik Derycke en Tom Trogh.
In 2012 keerde het EK na zeven jaar terug naar Estland, meer bepaald naar Tartu. Net als in Brugge verloor België nipt de halve finale van Finland, waarna Engeland de Scandinaviërs klopte in de finale. Het individuele kampioenschap zag nieuwe namen naar voor treden. De Duitser Holger Waldenberger haalde het voor de Est Igor Habal. De Belgen behaalden een vijfde (Ronny Swiggers), zevend (Tom Trogh) en negende (Bernard Kreps) plaats. Kevin Ashman en Pat Gibson werden voor de derde opeenvolgende keer kampioen bij de duo's, terwijl het Fins-Estse JFGI de titel behaalde in de ploegencompetitie, voor het uit vier nationaliteiten bestaande Europalia en het met een Amerikaan aangevulde Belgische Alzheimer.
Voor het EK 2013 trok men opnieuw naar Engeland, meer bepaald Liverpool. In de crypte van de Liverpool Metropolitan Cathedral, een gebouw van Edwin Lutyens, verlengden de Engelsen hun titel na een duidelijke zege tegen de Belgen. De Belgen bleven wel de enigen die in de tien edities tot op heden telkens een medaille haalden. Individueel werd het toernooi een triomf voor de Belgen. Na heel wat ereplaatsen op Europese en wereldkampioenschappen haalde Ronny Swiggers zijn eerste internationale individuele titel. Hij klopte zijn landgenoot en voormalig Europees kampioen Nico Pattyn. Bernard Kreps werd vierde, Tom Trogh achtste en Lars Van Moer tiende. In het nieuwe Masters tornooi, met 24 deelnemers ook van buiten Europa klopte Nico Pattyn regerend wereldkampioen Pat Gibson in de finale. Bernard Kreps sneuvelde in de halve finales. Kevin Ashman en Pat Gibson wonnen nog maar eens de duoquiz en triomfeerden ook met hun Milhous Warriors in de ploegenquiz. Het Belgische Clockwork was daarin opnieuw de beste met een derde plaats.
Het EK 2014 vond voor het eerst niet in Noord- of Noordwest-Europa plaats, maar wel in Boekarest, in het Intercontinental Hotel aldaar. Opnieuw behaalde een land de eerste twee plaatsen individueel, maar deze keer waren het de Engelsen. Olav Bjortomt behaalde zijn tweede titel, na een spannende strijd met Kevin Ashman. De Belg Ronny Swiggers (vierde) moest na extra vragen het brons aan de Fin Tero Kalliolevo laten, zijn landgenoot Nico Pattyn werd achtste. Samen met Kalliolevo won Ronny Swiggers wel goud in de duoquiz, opnieuw na schiftingsvragen tegen Kevin Ashman en Pat Gibson. De teamquiz was voor de vijfde keer op rij voor Broken Hearts, met kampioen Olav Bjortomt maar ook de Fransman Didier Bruyère in hun rangen. Deze keer was Café Den Hemel de eerste Belgische ploeg met een vijfde plaats. De landencompetitie zag voor de negende keer in elf jaar een finale tussen de Engelsen en de Belgen, waarbij de eersten opnieuw aan het langste eind trokken. Het brons was voor Noorwegen, Nederland werd mooi vijfde.
In 2015 trok het EK naar het Nederlandse Rotterdam. België kon deze keer Engeland het vuur aan de schenen leggen, maar uiteindelijk werd de finale van het landenkampioenschap nipt met 87 tegen 83 verloren. Olav Bjortomt verlengde zijn titel en werd op ruime afstand gevolgd door Ronny Swiggers. Tom Trogh werd negende en tweede Belg. Broken Hearts zegevierde nog maar eens in de teamquiz, maar had slechts een punt voorsprong op Clockwork, die zo opnieuw naast het goud grepen. Bjortomt werd, samen met zijn landgenoot Stainer, geklopt op de teamquiz door die andere Engelse toppers, Kevin Ashman en Pat Gibson. Hij behaalde zo drie gouden en een zilveren medaille.
In 2016 werd de wedstrijd opengesteld voor deelnemers uit landen buiten Europa. Het is de bedoeling om vierjaarlijks dergelijke Quiz Olympiade te organiseren. De eerste editie vond plaats in Athene, alzo verwijzend naar de eerste Olympische Spelen uit de moderne geschiedenis. Er waren deelnemers uit twintig Europese landen, met verder nog delegaties uit Australië, Brazilië, Canada, India, Nieuw-Zeeland en de Verenigde Staten. De Europeanen gingen met de meeste medailles aan de haal.
Engeland haalde met overmacht de titel in de landencompetitie, na opnieuw een finale tegen de Belgen. Individueel won Olav Bjortomt zijn derde titel op rij en zijn vierde in totaal, voor zijn landgenoten Kevin Ashman en Pat Gibson. Ronny Swiggers was met een vierde plaats alweer beste Belg, de Amerikaan Raj Dhuwalia werd vijfde en beste niet-Europeaan. In de duoquiz klopten Ashman en Gibson net als in 2015 Bjortomt en Stainer, met de Belg Nico Pattyn en de Amerikaan Ed Toutant op de derde plaats. De clubcompetitie werd gewonnen door het Belgische team Café Den Hemel, deze keer met ook Ronny Swiggers in hun rangen.
Verder waren er nog de specialist quizzes: twaalf quizzen rond verschillende onderwerpen. Kevin Ashman won er drie, en behaalde ook de eindzege in het totaalklassement en de high brow onderwerpen. De Belg Paul Arts won aardrijkskunde, voor zijn landgenoot Nico Pattyn die ook zilver won op geschiedenis en derde werd in de high brow onderwerpen. Ronny Swiggers was tweede voor visuele kunsten en derde voor popmuziek, en werd derde in het totaalklassement. Er waren ook twee zeges voor Nederland: Ujjwal Deb was de beste in business, Michael-Dennis Biemans behaalde de zege op digital. Lorcan Duff uit Ierland, de winnaar in televisie en popmuziek, was overall de beste in de populaire onderwerpen. De Amerikaan Brandon Saunders won de speed quiz, de Noor Tore Dahl de knockout quiz.

## Palmares

### Landencompetitie
| Jaar | Plaats    | Winnaar                     | 2de                       | 3de                      | 4de       | 5de       |
| ---- | --------- | --------------------------- | ------------------------- | ------------------------ | --------- | --------- |
| 2003 | Bromley   | België (138)                | Engeland (86)             |                          |           |           |
| 2004 | Gent      | Engeland (56) (penalty's 3) | België (56) (penalty's 1) | Estland & Nederland      |           |           |
| 2005 | Tallinn   | België (94)                 | Engeland (76)             | Estland & Rest of Europe |           |           |
| 2006 | Parijs    | België (94)                 | Engeland (85)             | Noorwegen                | Nederland | Wales     |
| 2007 | Blackpool | Engeland (91)               | België (77)               | Noorwegen & Finland      |           | Nederland |
| 2008 | Oslo      | België (83)                 | Engeland (77)             | Finland                  | Noorwegen | Estland   |
| 2009 | Dordrecht | Engeland (92)               | België (81)               | Noorwegen                | Nederland | Finland   |
| 2010 | Derby     | Engeland (97)               | België (74)               | Finland                  | Wales     | Noorwegen |
| 2011 | Brugge    | Finland (70)                | Noorwegen (69)            | België                   | Engeland  | Nederland |
| 2012 | Tartu     | Engeland (99)               | Finland (75)              | België                   | Noorwegen | Nederland |
| 2013 | Liverpool | Engeland (99)               | België (69)               | Noorwegen                | Estland   | Finland   |
| 2014 | Boekarest | Engeland (86)               | België (67)               | Noorwegen                | Wales     | Estland   |
| 2015 | Rotterdam | Engeland (87)               | België (83)               | Estland                  | Noorwegen | Ierland   |
| 2016 | Athene    | Engeland (99)               | België (56)               | Noorwegen                | Wales     | Kroatië   |
| 2017 | Zagreb    | Engeland (83)               | België (63)               | Finland                  | Estland   | Wales     |

### Individueel (volgens systeem)
| Jaar | Plaats    | Winnaar                              | 2de                                  | 3de                                  | 4de                                 | 5de                                  |
| ---- | --------- | ------------------------------------ | ------------------------------------ | ------------------------------------ | ----------------------------------- | ------------------------------------ |
| 2004 | Gent      | Kevin Ashman ( Verenigd Koninkrijk)  | Nico Pattyn ( België)                | Pat Gibson ( Ierland)                | Indrek Salis ( Estland)             | Derk de Graaf ( Nederland)           |
| 2005 | Tallinn   | Kevin Ashman ( Verenigd Koninkrijk)  | Indrek Salis ( Estland)              | Pat Gibson ( Ierland)                | Lauri Naber ( Estland)              | Andres Pulver ( Estland)             |
| 2006 | Parijs    | Kevin Ashman ( Verenigd Koninkrijk)  | Mark Bytheway ( Verenigd Koninkrijk) | Lieven Vandenbrande ( België)        | Pat Gibson ( Ierland)               | Olav Bjortomt ( Verenigd Koninkrijk) |
| 2007 | Blackpool | Nico Pattyn ( België)                | Lieven Vandenbrande ( België)        | Pat Gibson ( Ierland)                | Ronny Swiggers ( België)            | Kevin Ashman ( Verenigd Koninkrijk)  |
| 2008 | Oslo      | Kevin Ashman ( Verenigd Koninkrijk)  | Pat Gibson ( Ierland)                | Olav Bjortomt ( Verenigd Koninkrijk) | Ronny Swiggers ( België)            | Mark Bytheway ( Verenigd Koninkrijk) |
| 2009 | Dordrecht | Kevin Ashman ( Verenigd Koninkrijk)  | Olav Bjortomt ( Verenigd Koninkrijk) | Pat Gibson ( Ierland)                | Nico Pattyn ( België)               | Ronny Swiggers ( België)             |
| 2010 | Derby     | Olav Bjortomt ( Verenigd Koninkrijk) | Tero Kalliolevo ( Finland)           | Pat Gibson ( Ierland)                | Kevin Ashman ( Verenigd Koninkrijk) | Ronny Swiggers ( België)             |
| 2011 | Brugge    | Kevin Ashman ( Verenigd Koninkrijk)  | Pat Gibson ( Ierland)                | Olav Bjortomt ( Verenigd Koninkrijk) | Jesse Honey ( Verenigd Koninkrijk)  | Ronny Swiggers ( België)             |
| 2012 | Tartu     | Holger Waldenberger ( Duitsland)     | Igor Habal ( Estland)                | Olav Bjortomt ( Verenigd Koninkrijk) | Thomas Kolåsæter ( Noorwegen)       | Ronny Swiggers ( België)             |
| 2013 | Liverpool | Ronny Swiggers ( België)             | Nico Pattyn ( België)                | Jesse Honey ( Verenigd Koninkrijk)   | Bernard Kreps ( België)             | Ove Põder ( Estland)                 |
| 2014 | Boekarest | Olav Bjortomt ( Verenigd Koninkrijk) | Kevin Ashman ( Verenigd Koninkrijk)  | Tero Kalliolevo ( Finland)           | Ronny Swiggers ( België)            | Pat Gibson ( Ierland)                |
| 2015 | Rotterdam | Olav Bjortomt ( Verenigd Koninkrijk) | Ronny Swiggers ( België)             | Pat Gibson ( Ierland)                | Didier Bruyère ( Frankrijk)         | Kevin Ashman ( Verenigd Koninkrijk)  |
| 2016 | Athene    | Olav Bjortomt ( Verenigd Koninkrijk) | Kevin Ashman ( Verenigd Koninkrijk)  | Pat Gibson ( Ierland)                | Ronny Swiggers ( België)            | Tero Kalliolevo ( Finland)           |
| 2017 | Zagreb    | Pat Gibson ( Ierland)                | Olav Bjortomt ( Verenigd Koninkrijk) | Kevin Ashman ( Verenigd Koninkrijk)  | Ronny Swiggers ( België)            | David Stainer ( Verenigd Koninkrijk) |
| 2018 | Venetië   | Pat Gibson ( Ierland)                | Tom Trogh ( België)                  | Ronny Swiggers ( België)             | Lorcan Duff ( Ierland)              | Igor Habal ( Estland)                |

### Individueel (volgens punten)
Tot en met 2007 kon dit verschillen.
| Jaar | Plaats    | Winnaar                             | 2de                                  | 3de                     | 4de                           | 5de                                  |
| ---- | --------- | ----------------------------------- | ------------------------------------ | ----------------------- | ----------------------------- | ------------------------------------ |
| 2004 | Gent      | Nico Pattyn ( België)               | Kevin Ashman ( Verenigd Koninkrijk)  | Bernard Kreps ( België) | Pat Gibson ( Ierland)         | Marnix Baes ( België)                |
| 2005 | Tallinn   | Kevin Ashman ( Verenigd Koninkrijk) | Indrek Salis ( Estland)              | Pat Gibson ( Ierland)   | Andres Pulver ( Estland)      | Tauno Vahter ( Estland)              |
| 2006 | Parijs    | Kevin Ashman ( Verenigd Koninkrijk) | Mark Bytheway ( Verenigd Koninkrijk) | Pat Gibson ( Ierland)   | Lieven Vandenbrande ( België) | Eric Kilby ( Verenigd Koninkrijk)    |
| 2007 | Blackpool | Nico Pattyn ( België)               | Kevin Ashman ( Verenigd Koninkrijk)  | Pat Gibson ( Ierland)   | Ronny Swiggers ( België)      | Olav Bjortomt ( Verenigd Koninkrijk) |

### Ploegen
| Jaar | Plaats    | Winnaar                                            | 2de                                                   | 3de                                                              | 4de                                                            | 5de                                                   |
| ---- | --------- | -------------------------------------------------- | ----------------------------------------------------- | ---------------------------------------------------------------- | -------------------------------------------------------------- | ----------------------------------------------------- |
| 2003 | Bromley   | Café Den Hemel ( België)                           | Clockwork ( België)                                   | Beunhazen ( België)                                              | Milhous Warriors ( Verenigd Koninkrijk)                        | Kwizona ( België)                                     |
| 2004 | Gent      | Martine Van Camp ( België)                         | Here Jezus ( België)                                  | Beunhazen ( België)                                              | Brodders ( België)                                             | Kwizona ( België)                                     |
| 2005 | Tallinn   | Duubel ( Estland)                                  | Turvas ( Estland)                                     | Kalamaja Tsirkus ( Estland)                                      | Iron ( Verenigd Koninkrijk & Kroatië)                          | Kvart ( Estland)                                      |
| 2006 | Parijs    | Milhous ( Verenigd Koninkrijk)                     | The Geeks ( Verenigd Koninkrijk)                      | Les Coeurs Blessés ( Verenigd Koninkrijk)                        | In Seine in The Brain ( Verenigd Koninkrijk)                   | Café Den Hemel ( België)                              |
| 2007 | Blackpool | Broken Hearts ( Verenigd Koninkrijk)               | Clockwork ( België)                                   | Café Den Hemel ( België)                                         | Alzheimer ( België)                                            | It's Grim Up North ( Verenigd Koninkrijk)             |
| 2008 | Oslo      | Broken Hearts ( Verenigd Koninkrijk)               | It's Grim Up North ( Verenigd Koninkrijk)             | JFGI ( Finland & Estland)                                        | Milhous Warriors ( Verenigd Koninkrijk)                        | Clockwork ( België)                                   |
| 2009 | Dordrecht | Broken Hearts ( Verenigd Koninkrijk)               | JFGI ( Finland & Estland)                             | Vatican City ( België, Noorwegen & Verenigd Koninkrijk)          | Alzheimer ( België)                                            | It's Grim Up North ( Verenigd Koninkrijk)             |
| 2010 | Derby     | Milhous Warriors ( Verenigd Koninkrijk)            | Broken Hearts ( Verenigd Koninkrijk)                  | Clockwork ( België)                                              | Real Mad Quizzers ( Duitsland, Kroatië, Nederland & Noorwegen) | Café Den Hemel ( België)                              |
| 2011 | Brugge    | Broken Hearts ( Verenigd Koninkrijk)               | Europalia( Duitsland, Kroatië, Nederland & Noorwegen) | JFGI ( Finland & Estland)                                        | Milhous Warriors ( Verenigd Koninkrijk)                        | Clockwork ( België)                                   |
| 2012 | Tartu     | JFGI ( Finland & Estland)                          | Europalia( Duitsland, Kroatië, Nederland & Noorwegen) | Alzheimer ( België & Verenigde Staten)                           | Broken Hearts ( Verenigd Koninkrijk)                           | Clockwork ( België)                                   |
| 2013 | Liverpool | Milhous Warriors ( Verenigd Koninkrijk)            | JFGI ( Finland & Estland)                             | Clockwork ( België)                                              | Broken Hearts ( Verenigd Koninkrijk)                           | Europalia( Duitsland, Kroatië, Nederland & Noorwegen) |
| 2014 | Boekarest | Broken Hearts ( Verenigd Koninkrijk & Frankrijk)   | JFBI ( Finland & Estland)                             | Europalia( Duitsland, Kroatië, Nederland & Noorwegen)            | Milhous Warriors ( Verenigd Koninkrijk)                        | Café Den Hemel ( België)                              |
| 2015 | Rotterdam | Broken Hearts ( Verenigd Koninkrijk & Frankrijk)   | Clockwork ( België)                                   | Europalia( Duitsland, Kroatië, Nederland & Noorwegen)            | JFLI ( Finland & Estland)                                      | Milhous Warriors ( Verenigd Koninkrijk)               |
| 2016 | Athene    | Café Den Hemel ( België)                           | Broken Hearts ( Verenigd Koninkrijk & Frankrijk)      | Milhous Warriors ( Verenigd Koninkrijk)                          | Europalia( Duitsland, Kroatië, België & Noorwegen)             | JFBI ( Finland & Estland)                             |
| 2017 | Zagreb    | Europalia( Duitsland, Kroatië, België & Noorwegen) | JFGI ( Finland & Estland)                             | Sage Supercilia( Duitsland, Estland, Ierland & Verenigde Staten) | Café Den Hemel ( België)                                       | Flock of Steven Seagals                               |

### Duo's
| Jaar | Plaats    | Winnaar                                                    | 2de                                                        | 3de                                                            | 4de                                                         | 5de                                                            |
| ---- | --------- | ---------------------------------------------------------- | ---------------------------------------------------------- | -------------------------------------------------------------- | ----------------------------------------------------------- | -------------------------------------------------------------- |
| 2005 | Tallinn   | Ian Bayley & Pat Gibson ( Verenigd Koninkrijk & Ierland)   | Marnix Baes & Bart Permentier ( België)                    | Paul Arts & Nico Pattyn ( België)                              | Kevin Ashman & Tim Westcott ( Verenigd Koninkrijk)          | Ove Põder & Tauno Vahter ( Estland)                            |
| 2006 | Parijs    | Paul Arts & Marc Van Springel ( België)                    | Kevin Ashman & Mark Bytheway ( Verenigd Koninkrijk)        | Keith Andrew & Sean O'Neill ( Verenigd Koninkrijk & Ierland)   | Olav Bjortomt & David Stainer ( Verenigd Koninkrijk)        | Peter Vollebergh & Stefaan Watté ( België)                     |
| 2007 | Blackpool | Erik Derycke & Tom Trogh ( België)                         | Teri Kalliolevo & Jussi Suvanto ( Finland)                 | Albert November & Ronny Swiggers ( België)                     | Kevin Ashman & Mark Bytheway ( Verenigd Koninkrijk)         | Paul Arts & Nico Pattyn ( België)                              |
| 2008 | Oslo      | Albert November & Ronny Swiggers ( België)                 | Olav Bjortomt & David Stainer ( Verenigd Koninkrijk)       | Kevin Ashman & Mark Bytheway ( Verenigd Koninkrijk)            | Tero Kalliolevo & Jussi Suvanto ( Finland)                  | Erik Derycke & Tom Trogh ( België)                             |
| 2009 | Dordrecht | Olav Bjortomt & David Stainer ( Verenigd Koninkrijk)       | Ian Bayley & Pat Gibson ( Verenigd Koninkrijk & Ierland)   | Kevin Ashman & Mark Bytheway ( Verenigd Koninkrijk)            | Tero Kalliolevo & Jussi Suvanto ( Finland)                  | Kathryn Johnson & David Lea ( Verenigd Koninkrijk & Ierland)   |
| 2010 | Derby     | Kevin Ashman & Pat Gibson ( Verenigd Koninkrijk & Ierland) | Tero Kalliolevo & Jussi Suvanto ( Finland)                 | Olav Bjortomt & David Stainer ( Verenigd Koninkrijk)           | Dorjana Sirola & Holger Waldenberger ( Kroatië & Duitsland) | Erik Derycke & Tom Trogh ( België)                             |
| 2011 | Brugge    | Kevin Ashman & Pat Gibson ( Verenigd Koninkrijk & Ierland) | Erik Derycke & Tom Trogh ( België)                         | Olav Bjortomt & David Stainer ( Verenigd Koninkrijk)           | Ian Bayley & Jesse Honey ( Verenigd Koninkrijk              | Tero Kalliolevo & Jussi Suvanto ( Finland)                     |
| 2012 | Tartu     | Kevin Ashman & Pat Gibson ( Verenigd Koninkrijk & Ierland) | Tero Kalliolevo & Jussi Suvanto ( Finland)                 | Dorjana Sirola & Holger Waldenberger ( Kroatië & Duitsland)    | Ian Bayley & Jesse Honey ( Verenigd Koninkrijk              | Olav Bjortomt & Tom Trogh ( Verenigd Koninkrijk& België)       |
| 2013 | Liverpool | Kevin Ashman & Pat Gibson ( Verenigd Koninkrijk & Ierland) | Olav Bjortomt & David Stainer ( Verenigd Koninkrijk)       | Tero Kalliolevo & Jussi Suvanto ( Finland)                     | Ian Bayley & Jesse Honey ( Verenigd Koninkrijk              | Erik Derycke & Tom Trogh ( België)                             |
| 2014 | Boekarest | Tero Kalliolevo & Ronny Swiggers ( Finland & België)       | Kevin Ashman & Pat Gibson ( Verenigd Koninkrijk & Ierland) | Olav Bjortomt & David Stainer ( Verenigd Koninkrijk)           | Dorjana Sirola & Holger Waldenberger ( Kroatië & Duitsland) | Didier Bruyère & Mark Grant ( Frankrijk & Verenigd Koninkrijk) |
| 2015 | Rotterdam | Kevin Ashman & Pat Gibson ( Verenigd Koninkrijk & Ierland) | Olav Bjortomt & David Stainer ( Verenigd Koninkrijk)       | Didier Bruyère & Ian Bayley ( Frankrijk & Verenigd Koninkrijk) | Thomas Kolåsæter & Tore Dahl ( Noorwegen)                   | Tero Kalliolevo & Ronny Swiggers ( Finland & België)           |
| 2016 | Athene    | Kevin Ashman & Pat Gibson ( Verenigd Koninkrijk & Ierland) | Olav Bjortomt & David Stainer ( Verenigd Koninkrijk)       | Didier Bruyère & Ian Bayley ( Frankrijk & Verenigd Koninkrijk) | Dorjana Sirola & Holger Waldenberger ( Kroatië & Duitsland) | Tero Kalliolevo & Ronny Swiggers ( Finland & België)           |
| 2017 | Zagreb    |                                                            |                                                            |                                                                |                                                             |                                                                |

### Masters
| Jaar | Plaats    | Winnaar               | 2de                   | 3de en 4de                                              |
| ---- | --------- | --------------------- | --------------------- | ------------------------------------------------------- |
| 2013 | Liverpool | Nico Pattyn ( België) | Pat Gibson ( Ierland) | Thomas Kolåsæter ( Noorwegen) & Bernard Kreps ( België) |